# حرفه‌ای (فیلم ۱۳۷۵)
حرفه‌ای فیلمی به کارگردانی اسماعیل فلاح پور و نویسندگی مهدی ژورک، هادی صابر، معصومه دلیر ساختهٔ سال ۱۳۷۵ است.

## خلاصه داستان
سرگرد تیموری از طرف تیمسار برای کشتن یک سرهنگ نیروی کماندو به دلیل سرکوب نکردن مخالفان رژیم در شهر قم، مأمور می‌شود. سرگرد تیموری بعد از به قتل رساندن سرهنگ دستگیر شده و در یک بازداشتگاه با حاج هاشم قمی که از مبارزین و مخالفین رژیم است هم سلول می‌شود، تیمسار در یک ملاقات از تیموری می‌خواهد که خود را یک مبارز معرفی کند تا حاج هاشم قمی به او اعتماد کند. سرگرد تیموری و حاج هاشم قمی در راه انتقال به زندان دیگری فرار می‌کنند اما طبق نقشهٔ تیمسار حاج هاشم کشته می‌شود و تیموری به عنوان نفوذی با دوستان حاج هاشم ارتباط برقرار می‌کند، اما مبارزین به تیموری ثابت می‌کنند که متوجه نفوذی بودن او شده‌اند. از طرفی تیمسار، سرهنگ مهدوی دوست صمیمی تیموری را مجبور می‌کند تا مأموریت به قتل رساندن سرگرد تیموری را بپذیرد چرا که تیمسار قصد دارد کشته شدن تیموری را به نفع خود و از مشکلات و تسویه حساب‌های داخلی نیروهای مذهبی و مخالفان رژیم اعلام کند. سرگرد تیموری از مأموریت مهدوی آگاه می‌شود و بعد از کشتن او به سراغ تیمسار می‌رود و او را هم به قتل می‌رساند و زمانی که قصد فرار با خانواده خود را دارد به وسیلهٔ عوامل رژیم کشته می‌شود.

## بازیگران
- چنگیز وثوقی
- پرویز پورحسینی
- حسین خانی بیک
- حسین سحرخیز
- جمشید شاه‌محمدی
- رزا آرایش
- پریسا پورشفیع
- مهشاد سخایی
- بهروز مسروری
- محمدرضا سیف‌الهی
- حسن دادشکر
- محمدرضا غیاث‌آبادی
- سیروس تیموری
- حسینعلی قورچی
- عباس سمایی
- محمدرضا گودرزی
- علی گودرزی
- داوود آسترکی
- حسن رضایی
- شاهپور مهربان
- حمید دژنفر
- امیر رهبری
- رضا مرادیان
- یعقوب راش
- حمید کرمانی
- حسین میرزایی
- شاهرخ شوشتری
- محمود شهریور
- سعید ربیعی
- عزت‌الله رستمی
- حسن غیاثی
- جواد بدرزاده
- سیروس میمنت
- امیر آشنا
- محمد جهان‌بین
- نکیسا نمکی
- آتوسا هنرمند